# Ulrich Kirchhoff
Ulrich Kirchhoff, född den 9 augusti 1967 i Lohne, Tyskland, är en tysk ryttare.
Han tog OS-guld i den individuella hoppningen i samband med de olympiska ridsporttävlingarna 1996 i Atlanta.